# Теему Пуккі
Тее́му Пу́ккі (фін. Teemu Pukki; нар. 29 березня 1990, Котка) — фінський футболіст, нападник клубу ГІК. Рекордсмен збірної Фінляндії за кількістю забитих голів (39).

## Клубна кар'єра
У дорослому футболі дебютував 2006 року виступами за команду клубу КТП, в якій провів два сезони, взявши участь у 29 матчах чемпіонату.
2007 року уклав контракт з іспанським клубом «Севілья», проте до 2010 року грав здебільшого за його фарм-клуб «Севілья Атлетіко». За головну команду севільського клубу провів лише одну гру.
У серпні 2010 року повернувся на батьківщину, ставши гравцем клубу ГІК, у складі якого провів наступний рік своєї кар'єри гравця. Більшість часу, проведеного у складі ГІКа, був основним гравцем атакувальної ланки команди. У складі ГІКа був одним з головних бомбардирів команди, маючи середню результативність на рівні 0,52 гола за гру першості.
До складу клубу «Шальке 04» приєднався наприкінці серпня 2011 року після того, як у двох стикових матчах Ліги Європи проти цієї німецької команди забив усі три голи «ГІКа». Відтоді встиг відіграти за клуб з Гельзенкірхена 36 матчів в національному чемпіонаті.
24 січня 2025 року, провівши понад 13 років за кордоном, Пуккі повернувся до свого колишнього клубу «ГІК» (Гельсінкі), підписавши дворічний контракт за нерозголошену суму. 19 лютого в матчі Кубка фінської ліги проти свого колишнього клубу «КТП» Пуккі зробив дубль у гостьовій перемозі з рахунком 4–0 після того, як його перший пенальті був відбитий воротарем «КТП» Максимом Жуком на 9-й хвилині гри.

## Виступи за збірні
2006 року дебютував у складі юнацької збірної Фінляндії, взяв участь у 9 іграх на юнацькому рівні, відзначившись 3 забитими голами.
Протягом 2007–2011 років залучався до складу молодіжної збірної Фінляндії. На молодіжному рівні зіграв у 23 офіційних матчах, забив 7 голів.
2009 року дебютував в офіційних матчах у складі національної збірної Фінляндії. Рекордсмен збірної Фінляндії за кількістю забитих голів (33).

## Титули і досягнення

### ГІК
- Чемпіон Фінляндії (2): 2010, 2011
- Володар Кубку Фінляндії (1): 2011

### «Селтік»
- Чемпіон Шотландії (1): 2013–14

### «Брондбю»
- Володар Кубка Данії (1): 2017–18

### «Норвіч Сіті»
- Чемпіоншип (1): 2018–19